# Brandon Gignac
Brandon Gignac (né le 7 novembre 1997 à Repentigny, province de Québec au Canada) est un joueur professionnel canadien de hockey sur glace. Il évolue à la position de centre.

## Biographie
Gignac joue au hockey junior majeur avec les Cataractes de Shawinigan de la Ligue de hockey junior majeur du Québec (LHJMQ) avant d'être sélectionné par les Devils du New Jersey de la Ligue nationale de hockey (LNH) au troisième tour, 80e au total lors du repêchage 2016 de la LNH. Au cours de sa dernière saison avec les Cataractes en 2016-2017, le 12 novembre 2016, il signe un contrat d'entrée de trois ans avec les Devils. Après avoir récolté 62 points en 59 matchs de saison régulière avec les Cataractes dans la LHJMQ, Gignac se joint aux Devils de la Ligue américaine de hockey (AHL), les Devils d'Albany, à titre d'essai amateur après une défaite au premier tour des séries éliminatoires de la LHJMQ. Il fait ses débuts professionnels lors de l'avant-dernier match de saison régulière d'Albany contre les Americans de Rochester lors d'une défaite de 5-4 le 14 avril 2017.
Lors de la saison 2023-2024, alors qu'il est le meilleur pointeur du Rocket de Laval dans la LAH avec 42 points en 43 matchs, Gignac signe un contrat de deux ans, à deux volets avec les Canadiens de Montréal le 4 février 2024. Il fait ses débuts avec les Canadiens le 7 février dans une victoire de 5-2 des Canadiens contre les Capitals de Washington. Le 13 février 2024, il marque son premier but dans la LNH avec les Canadiens de Montréal dans une victoire 5-0 contre les Ducks d’Anaheim.
Le 22 février 2024, les Canadiens de Montréal le soumettent au ballottage mais il n'est réclamé par aucune autre équipe et retourne avec le Rocket de Laval,.

## Statistiques

### En club
| Saison     | Équipe                   | Ligue      |    | Saison régulière | Saison régulière | Saison régulière | Saison régulière | Saison régulière |   | Séries éliminatoires | Séries éliminatoires | Séries éliminatoires | Séries éliminatoires | Séries éliminatoires |
| Saison     | Équipe                   | Ligue      | PJ | B                | A                | Pts              | Pun              | PJ               | B | A                    | Pts                  | Pun                  |                      |                      |
| 2013-2014  | Cataractes de Shawinigan | LHJMQ      | 53 | 5                | 9                | 14               | 18               | 4                | 0 | 1                    | 1                    | 6                    |                      |                      |
| 2014-2015  | Cataractes de Shawinigan | LHJMQ      | 63 | 9                | 31               | 40               | 18               | 7                | 2 | 1                    | 3                    | 4                    |                      |                      |
| 2015-2016  | Cataractes de Shawinigan | LHJMQ      | 67 | 24               | 37               | 61               | 41               | 20               | 7 | 9                    | 16                   | 8                    |                      |                      |
| 2016-2017  | Cataractes de Shawinigan | LHJMQ      | 59 | 23               | 39               | 62               | 30               | 6                | 0 | 4                    | 4                    | 2                    |                      |                      |
| 2016-2017  | Devils d'Albany          | LAH        | 2  | 0                | 0                | 0                | 2                | -                | - | -                    | -                    | -                    |                      |                      |
| 2017-2018  | Devils de Binghamton     | LAH        | 21 | 2                | 1                | 3                | 4                | -                | - | -                    | -                    | -                    |                      |                      |
| 2018-2019  | Devils de Binghamton     | LAH        | 66 | 12               | 24               | 36               | 28               | -                | - | -                    | -                    | -                    |                      |                      |
| 2018-2019  | Devils du New Jersey     | LNH        | 1  | 0                | 0                | 0                | 0                | -                | - | -                    | -                    | -                    |                      |                      |
| 2019-2020  | Devils de Binghamton     | LAH        | 36 | 4                | 10               | 14               | 19               | -                | - | -                    | -                    | -                    |                      |                      |
| 2020-2021  | Devils de Binghamton     | LAH        | 2  | 0                | 0                | 0                | 2                | -                | - | -                    | -                    | -                    |                      |                      |
| 2020-2021  | Icemen de Jacksonville   | ECHL       | 35 | 10               | 17               | 27               | 6                | -                | - | -                    | -                    | -                    |                      |                      |
| 2021-2022  | Rocket de Laval          | LAH        | 48 | 10               | 16               | 26               | 12               | 13               | 5 | 4                    | 9                    | 6                    |                      |                      |
| 2022-2023  | Rocket de Laval          | LAH        | 49 | 13               | 20               | 33               | 14               | 2                | 0 | 1                    | 1                    | 0                    |                      |                      |
| 2023-2024  | Rocket de Laval          | LAH        | 61 | 19               | 36               | 55               | 46               | -                | - | -                    | -                    | -                    |                      |                      |
| 2023-2024  | Canadiens de Montréal    | LNH        | 7  | 1                | 0                | 1                | 0                | -                | - | -                    | -                    | -                    |                      |                      |
| Totaux LNH | Totaux LNH               | Totaux LNH | 8  | 1                | 0                | 1                | 0                | -                | - | -                    | -                    | -                    |                      |                      |

### En équipe nationale
| Année | Compétition              |   | PJ | B | A | Pts | Pun      |  | Résultat |
| 2014  | Défi mondial des -17 ans | 6 | 1  | 0 | 1 | 4   | 4e place |  |          |